# Coppa del Kosovo 2018-2019
La Coppa del Kosovo 2018-2019 (Digitalb Kupës së Kosovës) è stata la 26ª edizione del torneo, la terza riconosciuta dalla UEFA. Il torneo è iniziato l'8 dicembre 2018, con i turni preliminari, e si è concluso il 24 maggio 2019. La squadra vincente della coppa si qualifica per il primo turno preliminare dell'Europa League 2019-2020. Il Prishtina è la seconda arrivata nel Superliga e Futbollit të Kosovës 2018-2019 e il posto nella seconda coppa europea spetta a lei. Il Feronikeli ha vinto il torneo per la terza volta nella sua storia, ma è già qualificato per le qualificazioni alla Champions League 2019-2020.

## Ottavi di Finale
| Squadra 1       | Risultato       | Squadra 2            |
| --------------- | --------------- | -------------------- |
| 8 dicembre 2018 |                 |                      |
| Besa Peć        | 0 – 0 (2-3 dtr) | Vëllaznimi           |
| Drita           | 5 – 3           | Minatori             |
| Fushë Kosova    | 1 – 2           | Ferizaj              |
| Liria           | 0 – 4           | Prishtina            |
| 9 dicembre 2018 |                 |                      |
| Dukagjini       | 0 – 4           | Feronikeli           |
| Ballkani        | 3 – 0           | Gjilani              |
| Kika            | 2 – 2 (3-1 dtr) | Istogu               |
| Trepça '89      | 3 – 0 (dts)     | Flamurtari Prishtina |

## Quarti di finale
| Squadra 1        | Risultato       | Squadra 2  |
| ---------------- | --------------- | ---------- |
| 9 febbraio 2019  |                 |            |
| Ferizaj          | 0 – 1           | Feronikeli |
| 10 febbraio 2019 |                 |            |
| Kika             | 0 – 1 (dts)     | Ballkani   |
| Vëllaznimi       | 1 – 0           | Drita      |
| Prishtina        | 0 – 0 (4-5 dtr) | Trepça '89 |

## Semifinali
| Squadra 1                       | Totale | Squadra 2  | Andata | Ritorno |
| ------------------------------- | ------ | ---------- | ------ | ------- |
| 17 aprile 2019 / 1º maggio 2019 |        |            |        |         |
| Ballkani                        | 1 – 4  | Feronikeli | 1 - 2  | 0 - 2   |
| Vëllaznimi                      | 1 – 4  | Trepça '89 | 0 - 4  | 1 - 0   |

## Finale
| Arbitro: | Genc Nuza |

|          |           |                                                      |
| Muja 73’ | Marcatori | 16’ Fazliu 27’ Hoti 66’ Morina 70’ Rexha 90+2’ Rexha |